# (1725) CrAO
(1725) CrAO est un astéroïde de la ceinture principale.

## Description
(1725) CrAO est un astéroïde de la ceinture principale. Il fut découvert le 20 septembre 1930 à Simeis par Grigori Néouïmine. Il présente une orbite caractérisée par un demi-grand axe de 2,90 UA, une excentricité de 0,09 et une inclinaison de 3,2° par rapport à l'écliptique.

## Compléments